# Mira (singolo)
Mira è un singolo del rapper italiano Ensi, pubblicato il 27 settembre 2019 dall'etichetta Warner Music Italy.
Il brano, che vede la partecipazione della rapper italiana Madame, è stato incluso nella riedizione ampliata dell'album Clash, intitolata Clash Again.

## Tracce
1. Mira – 3:23